# St. Marys (Geòrgia)
Saint Marys és una població dels Estats Units a l'estat de Geòrgia. Segons el cens del 2000 tenia 13.761 habitants.

## Demografia
Segons el cens del 2000, Saint Marys tenia 13.761 habitants, 4.837 habitatges, i 3.758 famílies. La densitat de població era de 283,4 habitants/km².
Dels 4.837 habitatges en un 47,8% hi vivien nens de menys de 18 anys, en un 59,8% hi vivien parelles casades, en un 14,2% dones solteres, i en un 22,3% no eren unitats familiars. En el 16,8% dels habitatges hi vivien persones soles el 2,9% de les quals corresponia a persones de 65 anys o més que vivien soles. El nombre mitjà de persones vivint en cada habitatge era de 2,83 i el nombre mitjà de persones que vivien en cada família era de 3,18.
Per edats la població es repartia de la següent manera: un 33,4% tenia menys de 18 anys, un 11,2% entre 18 i 24, un 34,7% entre 25 i 44, un 15,6% de 45 a 60 i un 5,2% 65 anys o més.
L'edat mediana era de 28 anys. Per cada 100 dones de 18 o més anys hi havia 95,3 homes.
La renda mediana per habitatge era de 42.087 $ i la renda mediana per família de 46.065 $. Els homes tenien una renda mediana de 35.419 $ mentre que les dones 24.449 $. La renda per capita de la població era de 18.099 $. Entorn del 9,6% de les famílies i l'11,2% de la població estaven per davall del llindar de pobresa.

## Poblacions més properes
El següent diagrama mostra les poblacions més properes.